# La Tendresse (album de Daniel Guichard)
Pour les articles homonymes, voir La Tendresse.
Albums de Daniel Guichard
Le Paname de mes dix ans
(1969) Mon vieux
(1974)
La Tendresse est le deuxième album de Daniel Guichard, sorti en 1973. 
Il porte le titre de la chanson La Tendresse, sortie en 45-tours en 1972,

## Liste des titres
| No  | Titre                     | Durée |
| --- | ------------------------- | ----- |
| 1.  | La Tendresse              | 2:20  |
| 2.  | Faut pas pleurer comme ça | 3:08  |
| 3.  | Bien sûr                  | 2:57  |
| 4.  | Si je t'aime              | 2:51  |
| 5.  | Reviens                   | 3:06  |
| 6.  | Les Manèges               |       |
| 7.  | Jour après jour           |       |
| 8.  | La Nuit                   | 2:09  |
| 9.  | Ne me quitte pas          |       |
| 10. | Chez toi Nicole           |       |
| 11. | Éh ! l'môme               |       |
| 12. | Marinette                 | 2:32  |